# Ovidiu Zotta
Ovidiu Zotta (n. 30 mai 1935 – d. 1996) a fost un scriitor român de cărți pentru copii.
Ovidiu Zotta a scris scenariul filmului "Jachetele galbene" (1979), acesta din urmă fiind ecranizarea romanului "Operațiunea Hercule" (1973). A fost redactor-șef al revistelor Cutezătorii, Universul Copiilor (din 1990).

## Cărți publicate
- "Toți băieții sînt răi, toți băieții sînt buni" (Ed. Ion Creangă, București, 1970)
- "O șansă pentru fiecare"  (Editura Ion Creanga, 1973)
- "Operațiunea Hercule" (Ed. Albatros, București, 1973). Ecranizat în 1979 ca Jachetele galbene (regia Dan Mironescu, cu Dan Dobre, Mircea Apostol, Mircea Breazu)
- "Alexandru cel argintiu" (Ed. Ion Creangă, București, 1976)
- "Jucătorul de rezervă" (Ed. Ion Creangă, București, 1980)
- "Spadasinul de serviciu" (Ed. Ion Creangă, București, 1980)
- "Insigna de pilot" (Ed. Ion Creangă, București, 1989)

## Filmografie (scenarist)
- Jachetele galbene (1979)

## Legături externe
- Ovidiu Zotta la Internet Movie Database